# Tradex
Pour les articles homonymes, voir TRADEX.
Tradex ou Trading et exploitation, est une société de commerce et d'exportation de pétrole brut et de produits pétroliers camerounaise qui existe depuis 1999.

## Histoire
Tradex est fondée en 1999 par la SNH, Société nationale des hydrocarbures, et des investisseurs camerounais et étrangers. Le directeur est Perrial Jean Nyodog jusqu'en 2019, date de son départ surprise pour Gulfcam.
En décembre 2019, Simon Paley lui succède. 
En 2021, elle est une des quinze premières entreprises camerounaises par son chiffre d'affaires. 
En 2022, elle occupe la 226e position dans le classement africain des meilleurs entreprises africaines selon le chiffre d'affaires dans le classement du magazine Jeune Afrique.
En 2023, Tradex affiche un chiffre d'affaires de 387,3 milliards de Francs Cfa (soit 593,3 millions d'euros) et un résultat net de 14,7 milliards de Francs Cfa (soit 22,5 millions d'euros).
Le 10 octobre 2024, Simon Paley est limogé par le conseil d'administration. Emmanuel Patrick Mvondo lui succède en tant que directeur intérimaire.

## Activités
Depuis mars 2006, Tradex met en place un réseau de stations service dans l'objectif de couvrir la totalité du territoire national camerounais. Elle se déploie dans les aéroports, les principaux ports du Golfe de Guinée et en haute mer. Son réseau s'étend dans plusieurs pays d'Afrique centrale :
- Cameroun, fondée en 1999
- Tradex Tchad, fondée en 2004
- Tradex Centrafrique, fondée en 2006
- Tradex Guinée Equatoriale, fondée en 2019